# Corydoras semiaquilus
Corydoras semiaquilus är en fiskart som beskrevs av Weitzman, 1964. Corydoras semiaquilus ingår i släktet Corydoras och familjen Callichthyidae. Inga underarter finns listade i Catalogue of Life.